# デビッド・ワーナー (俳優)
デビッド・ワーナー（David Warner、1941年7月29日 - 2022年7月24日）は、イギリス、マンチェスター出身の俳優。 デヴィッド、デイビッド、デイヴィッド、デビットなどの表記もある。

## 来歴・人物
1941年にイギリス・マンチェスターに生まれる。父親は介護老人福祉施設の経営者だった。落胤としての出生だったため、父親からは認知されておらず、幼い頃はそれぞれの親に育てられた。デパートの書店で働きながらアマチュア劇団で活動。その後、王立演劇学校で学び、1962年にトニー・リチャードソンの『夏の夜の夢』の舞台でデビュー。その後、多くのシェイクスピア劇に出演。『テンペスト』や『ジュリアス・シーザー』などが含まれる。その後も舞台俳優としてロンドンを中心に着々とキャリアを重ねていった。
同じく1962年に短編映画でデビューし、アルバート・フィニー主演の『トム・ジョーンズの華麗な冒険』で長編映画デビュー。1965年にはBBC制作で舞台と同じくシェイクスピア作品の『薔薇の戦争』へ出演。ヘンリー6世を演じた。1966年の『モーガン』で初主演。1970年に出演したサム・ペキンパー監督の『砂漠の流れ者/ケーブル・ホーグのバラード』で注目を浴び、英国のみならずハリウッド映画へも出演し始めた。ペキンパー監督の作品には『わらの犬』と『戦争のはらわた』へも出演している。またホラー映画やSF映画への出演も多く、テリー・ギリアム監督の『バンデットQ』やグレゴリー・ペック主演の『オーメン』やジェフ・ブリッジス主演の『トロン』などのカルト作品や話題作がある。1979年には、テレビ映画『炎の砦マサダ』でその演技力が評価されてエミー賞も受賞した。演技の幅は広く、スティーヴ・マーティンと共演した『2つの頭脳を持つ男』ではコミカルな科学者を演じ、『タイム・アフター・タイム』などでは悪役を演じている。1997年にはジェームズ・キャメロン監督の『タイタニック』でレオナルド・ディカプリオと共演。いまだにその健在ぶりを発揮した。また、2001年にはティム・バートン監督の『PLANET OF THE APES/猿の惑星』へも出演。素顔ではなく、猿のメイクアップを施しての出演だった。
近年では、再び舞台を踏むことも多くなり、2005年にはチチェスター・フェスティバル劇場においてシェイクスピアの『リア王』へ出演。また同年オールド・ヴィック・シアターで『Night Sky』の一夜公演も行った。そのほか声優としても活躍。テレビアニメをはじめ、オーディオドラマなどの作品にもクレジットされており、2008年にはBBCより発売されたオーディオブックにも声の出演をしている。
1982年に結婚して、娘がいる。
2022年7月24日、81歳の誕生日の5日前に癌の為死去。80歳没。

## 主な出演作品

### 映画
| 公開年 | 邦題 原題                                                                                   | 役名                            | 備考           |
| ------ | ------------------------------------------------------------------------------------------- | ------------------------------- | -------------- |
| 1963   | トム・ジョーンズの華麗な冒険 Tom Jones                                                      | ブリフィル                      |                |
| 1966   | モーガン Morgan: A Suitable Case for Treatment                                              | モーガン・デルト                |                |
| 1967   | 恐怖との遭遇 The Deadly Affair                                                              | エドワード2世                   | クレジットなし |
| 1968   | フィクサー The Fixer                                                                        | Count Odoevsky                  |                |
| 1970   | 砂漠の流れ者/ケーブル・ホーグのバラード The Ballad of Cable Hogue                           | ジョシュア                      |                |
| 1970   | 女豹の罠 Perfect Friday                                                                     | ニック                          |                |
| 1971   | わらの犬 Straw Dogs                                                                         | ヘンリー                        | クレジットなし |
| 1973   | 人形の家 A Doll's House                                                                     | トーヴァル・ヘルマー            |                |
| 1974   | 呪われた墓 From Beyond the Grave                                                            | エドワード                      |                |
| 1976   | オーメン The Omen                                                                           | ジェニングス                    |                |
| 1977   | プロビデンス Providence                                                                     | ケヴィン                        |                |
| 1977   | 戦争のはらわた Cross of Iron                                                                | キーゼル大尉                    |                |
| 1977   | 殺しに愛のバラードを The Disappearance                                                      | バーバンク                      |                |
| 1978   | シルバー・ベアーズ Silver Bears                                                             | Agha Firdausi                   |                |
| 1978   | 39階段 The Thirty Nine Steps                                                                | アップルトン                    |                |
| 1979   | 吸血こうもり/ナイトウィング Nightwing                                                       | フィリップ・ペイン              |                |
| 1979   | エアポート'80 The Concorde ... Airport '79                                                  | ピーター・オニール              |                |
| 1979   | タイム・アフター・タイム Time After Time                                                    | スティーヴンソン                |                |
| 1979   | 失われた航海 S.O.S. Titanic                                                                 | ローレンス                      | テレビ映画     |
| 1980   | アイランド The Island                                                                       | ジョン・デヴィッド・ナウ        |                |
| 1981   | バンデットQ Time Bandits                                                                    |                                 |                |
| 1981   | フランス軍中尉の女 The French Lieutenant's Woman                                            | マーフィー                      |                |
| 1982   | トロン Tron                                                                                 | エド・デリンジャー／サーク／MCP |                |
| 1983   | 2つの頭脳を持つ男 The Man with Two Brains                                                   | アルフレッド                    |                |
| 1984   | 狼の血族 The Company of Wolves                                                              | 父親                            |                |
| 1984   | クリスマス・キャロル A Christmas Carol                                                      | ボブ                            | テレビ映画     |
| 1984   | フランケンシュタイン'86 Frankenstein                                                        | 怪物                            | テレビ映画     |
| 1985   | ヒトラーSS/アドルフの肖像 Hitler's S.S.: Portrait in Evil                                   | ラインハルト・ハイドリヒ        | テレビ映画     |
| 1987   | デスペラード/ながれ者 Desperado                                                             | バラード                        | テレビ映画     |
| 1988   | ティーンバンパイヤ My Best Friend Is a Vampire                                              | マカーシー教授                  |                |
| 1988   | ワックス・ワーク Waxwork                                                                    | デヴィッド・リンカーン          |                |
| 1988   | ミスター・ノース/風をはこんだ男 Mr. North                                                   | マクファーソン                  |                |
| 1988   | ハンナ・セネシュ Hanna's War                                                                | ジュリアン・シモンズ            |                |
| 1988   | マシンガン・パーティ Hostile Takeover                                                       | ユージーン・ブラッキン          |                |
| 1988   | 自由の代償/ラビリンスを脱出せよ! Keys to Freedom                                            | ナイジェル                      |                |
| 1988   | マグダレーナ/『きよしこの夜』誕生秘話 Magdalene                                             | Baron von Seidl                 |                |
| 1989   | スタートレックV 新たなる未知へ Star Trek V: The Final Frontier                              | ジョン・タルボット              |                |
| 1989   | ガン・ヒート/野獣の標的 Tripwire                                                            | ジョセフ                        |                |
| 1990   | スパイメーカー The Secret Life of Ian Fleming                                               | ゴドフリー                      | テレビ映画     |
| 1991   | ミュータント・ニンジャ・タートルズ2 Teenage Mutant Ninja Turtles II: The Secret of the Ooze | ジョードン・ペリー教授          |                |
| 1991   | SFXハードボイルド/ラブクラフト Cast a Deadly Spell                                          | エイモス                        | テレビ映画     |
| 1991   | ブルー・トルネード Blue Tornado                                                             | 司令官                          |                |
| 1991   | スタートレックVI 未知の世界 Star Trek VI: The Undiscovered Country                          | ゴルコン宰相                    |                |
| 1992   | ダークビヨンド/死霊大戦 The Unnamable II: The Statement of Randolph Carter                  | Chancellor Thayer               |                |
| 1992   | ロスト・ワールド/失われた世界 The Lost World                                                | サマーリー教授                  |                |
| 1992   | ロスト・ワールド2/続・失われた世界 Return to the Lost World                                 | サマーリー教授                  |                |
| 1993   | ボディ・バッグス Body Bags                                                                  | ロック                          | テレビ映画     |
| 1993   | ネクロノミカン Necronomicon                                                                 | マッデン博士                    | テレビ映画     |
| 1994   | 妄想/スキャンダラスな女2 Inner Sanctum II                                                   | ラモント博士                    |                |
| 1995   | マウス・オブ・マッドネス In the Mouth of Madness                                            | ウォレン博士                    |                |
| 1995   | バニシング・チェイス/激突!潜入捜査網25時 Felony                                             | クーパー                        |                |
| 1995   | ファイナル・コンタクト Final Equinox                                                        | シロー                          |                |
| 1996   | ラスプーチン Rasputin                                                                       | Eugene Botkin                   | テレビ映画     |
| 1996   | ネイキッド・ソウル Naked Souls                                                              | エヴェレット                    |                |
| 1996   | ハード・クエスト Beastmaster: The Eye of Braxus                                             | アゴン卿                        | テレビ映画     |
| 1996   | 妻の恋人、夫の愛人 The Leading Man                                                          | トッド                          |                |
| 1997   | タイタニック Titanic                                                                        | スパイサー・ラブジョイ          |                |
| 1997   | スクリーム2 Scream 2                                                                        | ガス・ゴールド                  |                |
| 1998   | フーディーニ/天才魔術師の生涯 Houdini                                                       | アーサー・コナン・ドイル        | テレビ映画     |
| 1999   | ウィング・コマンダー Wing Commander                                                         | Admiral Geoffrey Tolwyn         |                |
| 2000   | ジェーン・バーキン in シンデレラ Cinderella                                                 | マーティン                      | テレビ映画     |
| 2001   | ホーンブロワー2 海の勇者/前編・反乱 後編・軍法会議 Hornblower: Mutiny                       | ジェームズ・ソーヤー艦長        | テレビ映画     |
| 2001   | PLANET OF THE APES/猿の惑星 Planet of the Apes                                              | サンダー                        |                |
| 2001   | スーパーファイアー Superstition                                                             | パドヴァーニ                    |                |
| 2002   | ジキル博士とハイド氏 Dr. Jekyll and Mr. Hyde                                                | Sir Danvers Carew               | テレビ映画     |
| 2003   | キス・オブ・ライフ Kiss of Life                                                             | 祖父                            |                |
| 2004   | 戦革機銃隊1945 Straight Into Darkness                                                       | ディーコン                      |                |
| 2004   | ラヴェンダーの咲く庭で Ladies in Lavender                                                   | フランシス・ミード医師          |                |
| 2004   | レイザーサンクション Avatar                                                                 | ジョセフ                        |                |
| 2004   | ミス・マープル パディントン発4時50分 Agatha Christie Marple: 4.50 from Paddington           | ルーサー                        | テレビ映画     |
| 2006   | スウィーニー・トッド 悪魔の理髪師 Sweeney Todd                                              | フィールディング                | テレビ映画     |
| 2018   | メリー・ポピンズ リターンズ Mary Poppins Returns                                            | ブーム提督                      |                |

### テレビシリーズ
| 放映年    | 邦題 原題                                                                                              | 役名                                      | 備考                                         |
| --------- | --- | ----------------------------------------- | -------------------------------------------- |
| 1978      | ホロコースト Holocaust                                                                                 | ハイドリック                              | ミニシリーズ                                 |
| 1981      | 炎の砦マサダ Masada                                                                                    | ファルコ                                  | ミニシリーズ                                 |
| 1982-1983 | マルコ・ポーロ シルクロードの冒険 Marco Polo                                                           | Rustichello                               | ミニシリーズ                                 |
| 1985      | フェアリーテール・シアター Faerie Tale Theatre                                                         | ザンダー                                  | 『こわがることをおぼえようと旅に出た男の話』 |
| 1985-1986 | Hold the Back Page                                                                                     | ケン・ワーズワース                        | ミニシリーズ                                 |
| 1990-1991 | ツイン・ピークス Twin Peaks                                                                            | トマス・エッカート                        | 3エピソード                                  |
| 1990,1993 | ジェシカおばさんの事件簿 Murder, She Wrote                                                             | ジャスティン・ハニカット マクラフリン刑事 | 異なる役で2エピソード                        |
| 1992      | 新スタートレック「戦闘種族カーデシア星人（前後編）」 Star Trek: The Next Generation "Chain of Command" | ガル・マドレッド                          | 2エピソード                                  |
| 1993      | ワイルド・パームス Wild Palms                                                                          | イーライ・レヴィット                      | ミニシリーズ                                 |
| 1993      | 恐竜家族「木になった男」 Dinosaurs "If I Were a Tree"                                                  | 木の精                                    | 人形劇                                       |
| 1995      | The Choir                                                                                              | アレクサンダー・トロイ                    | ミニシリーズ                                 |
| 1997      | クロニクル 倒錯科学研究所 Perversions of Science                                                       | ノードホフ                                | 1エピソード                                  |
| 2006      | ザ・ローマ 帝国の興亡 Ancient Rome: The Rise and Fall of an Empire                                     | Pulcher                                   | 1エピソード                                  |
| 2008-2010 | 刑事ヴァランダー Wallander                                                                             | ポヴェル・ヴァランダー                    | 5エピソード                                  |
| 2013      | ドクター・フー Doctor Who                                                                              | Professor Grisenko                        | 1エピソード                                  |

### テレビアニメ
- キャプテン・プラネット Captain Planet and the Planeteers （1992年 - 1993年）
- バットマン Batman The Animated Series （1992年 - 1995年）
- スパイダーマン Spider-Man The Animated Series （1994 - 1997年）
- メン・イン・ブラック Men in Black: The Series （1997年）
- スティーブン・スピルバーグのトゥーンシルバニア Toonsylvania （1998年）
- スーパーマン Superman The Animated Series （1999年）
- スペースレンジャー バズ・ライトイヤー Buzz Lightyear of Star Command （2000年）
- バットマン・ザ・フューチャー Batman Beyond （2000年）
- ビリー&マンディ Grim & Evil （2001年 - 2003年）

### 劇場版アニメ
- くまのプーさん クリストファー・ロビンを探せ! Pooh's Grand Adventure: The Search for Christopher Robin （1997年） - ナレーター